# Maksim Podholjuzin
Maksim Podholjuzin (Tallinn, 13 novembre 1992) è un calciatore estone, difensore del Kalju Nõmme.

## Carriera

### Club
Ha giocato in massima serie e nelle competizioni europee con la maglia del Levadia Tallinn.

### Nazionale
Ha esordito in nazionale maggiore il 5 marzo 2014 nell'amichevole vinta per 2-0 contro Gibilterra.

## Palmarès

### Club

#### Competizioni nazionali
- Campionato estone: 4

Levadia Tallinn: 2009, 2013, 2014, 2021
- Coppa d'Estonia: 6

Levadia Tallinn: 2009-2010, 2011-2012, 2013-2014, 2017-2018, 2020-2021
Kalju Nōmme: 2024-2025
- Supercoppa d'Estonia: 4

Levadia Tallinn: 2010, 2013, 2015, 2018